# サントメーロ
サントメーロ（イタリア語: Sant'Omero）は、イタリア共和国アブルッツォ州テーラモ県にある、人口約5,300人の基礎自治体（コムーネ）。

## 地理

### 位置・広がり

#### 隣接コムーネ
隣接するコムーネは以下の通り。
- ベッランテ
- カンプリ
- チヴィテッラ・デル・トロント
- コッローポリ
- モシャーノ・サンタンジェロ
- ネレート
- サンテジーディオ・アッラ・ヴィブラータ
- トラーノ・ヌオーヴォ
- トルトレート

## 行政

### 分離集落
サントメーロには、以下の分離集落（フラツィオーネ）がある。
- Barracche, Case Alte, Casette, Fontana Vecchia, Garrufo, Mediana, Pignotto, Poggio Morello, Santa Maria a Vico, Villa Gatti, Villa Ricci